# Lamure-sur-Azergues
Lamure-sur-Azergues é uma comuna francesa na região administrativa de Auvérnia-Ródano-Alpes, no departamento de Ródano. Estende-se por uma área de 15,61 km². Em 2010 a comuna tinha 1 115 habitantes (densidade: 71,4 hab./km²).